# Jumbo Shipping

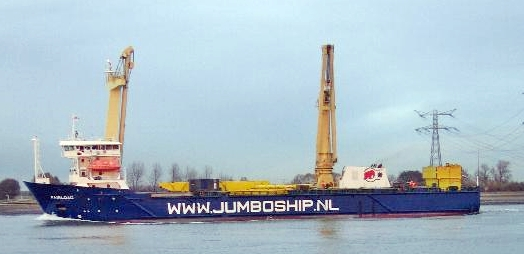
Die Stellanova 1 x 250 t SWL-Mastkran + 1 x 250 t SWL-Schwergutbaum

Die 1968 gegründete Reederei Jumbo Shipping hat ihren Hauptsitz in Rotterdam an der Maas.

## Beschreibung
Die Reederei Jumbo Shipping wurde von der Familie Kahn 1968 als Tochter ihrer Reederei Kahn Scheepvaart gegründet. Ihr erstes Schiff war die Stellaprima der Kahn Scheepvaart mit vier 12-Tonnen-Ladebäumen. Als erster Neubau wurde 1967 die 1968 abgelieferte Stellanova mit zwei 50-Tonnen-Bäumen bestellt Die Entwicklung setzte sich fort und hatte ihren vorläufigen Höhepunkt mit der Indienststellung des Typschiffes der J1800 Klasse der Jumbo Javelin im Jahre 2004. Zum Zeitpunkt ihrer Ablieferung war die Jumbo Javelin mit zwei 900 t Mastkränen und DP 2 das leistungsfähigste Schwergutschiff der Welt. Sie löste damit die Happy Buccaneer ab. Die Reederei betreibt zurzeit 13 Schiffe. Im Frühjahr 2011 hat sie ihr ältestes Schiff, die Fairmast, in Indien verschrotten lassen.
Jumbo hat mit der K3000-Klasse mit einer Hebekapazität von 3000 t die leistungsfähigsten Schwergutschiffe der Welt. Die Schiffe überbieten das momentan leistungsfähigste Schwergutschiff, die Lone (2000 t) von SAL, um 1000 t.

## Schiffstypen der Reederei
Die Zahl hinter den Buchstaben des Typs stehen für die kombinierte Hebekapazität.
| Typ   | Typschiff     | Schiffe                                            | Bauzeitraum   |
| ----- | ------------- | -------------------------------------------------- | ------------- |
| K3000 | Jumbo Kinetic | Jumbo Kinetic Fairmaster                           | 2015          |
| J1800 | Jumbo Javelin | Jumbo Javelin Fairpartner Fairplayer Jumbo Jubilee | 2004 bis 2009 |
| H800  | Jumbo Vision  | Jumbo Vision Fairlane                              | 2000/2001     |
| E650  | Fairlift      | Fairlift Stellaprima                               | 1990/1991     |

Stand: 30. August 2016